# Стольпе, Антоний
Анто́ний Сто́льпе (пол. Antoni Stolpe; 23 мая 1851, Пулавы — 7 сентября 1872, Мерано) — польский композитор и пианист.
Первые уроки получил от отца, который был пианистом. Окончил Варшавский музыкальный институт (1867) под руководством Станислава Монюшко и Карла Августа Фрейера, затем в 1869 году отправился в Берлин, где занимался пианистическим искусством у Теодора Куллака и композицией у Фридриха Киля. Оставил симфонию ля минор (1867), несколько увертюр и Посвящение Мендельсону для оркестра, фортепианные сонаты ля минор (1867) и ре минор (1870), фортепианный секстет (1867), фортепианное трио (1869), Credo для хора и солистов, другие фортепианные, камерные и хоровые сочинения. Умер от воспаления лёгких.
В XIX веке (вскоре после смерти Стольпе) была опубликована только соната для фортепиано ре минор благодаря тому, что её исполнял Юзеф Венявский. Несмотря на восторженные отзывы о его творчестве со стороны Зыгмунта Носковского и Владислава Желеньского, музыка Стольпе была забыта и дождалась своего часа лишь в XXI веке, с выходом тройного CD «Antoni Stolpe — opera omnia», записанного солистами ансамбля «Camerata Vistula» и пианистом Мирославом Гонсенецом.